# Соло на клавиатуре
Соло на клавиатуре — обучающая программа, предназначенная для обучения слепому десятипальцевому методу печати. Автор курса машинописи — Владимир Шахиджанян.
Онлайн-курсы состоят из 100 заданий, рассчитанных на набор текстов различной сложности, каждое из которых разбито на 5 этапов. Поддерживается обучение набору на русском, иврите, украинском, английском, немецком, итальянском и французском языках, а также на боковой цифровой клавиатуре. В основе курсов лежит психологическая поддержка учеников, которая должна обеспечить мотивацию для прохождения полного курса обучения.
Применяемые в программе психологические приёмы (например, предупреждение об опечатках), элементы аутотренинга и тексты на отвлечённые темы критикуются некоторыми пользователями программы.
Техническая поддержка ранее существовавших оффлайн-версий курса с 2015 года прекратилась.